# Eriococcus coccineus
Eriococcus coccineus är en insektsart som beskrevs av Cockerell 1894. Eriococcus coccineus ingår i släktet Eriococcus och familjen filtsköldlöss. Inga underarter finns listade i Catalogue of Life.